# Dioptasio
Il dioptasio è un minerale appartenente alla sottoclasse dei ciclosilicati.
Fu scoperto dal tedesco Rudolph Farber, verso la fine del Settecento, che lo definì per errore una varietà di smeraldo.

## Etimologia
Nel 1801 l'abate francese René Just Haüy determinò la sua vera natura e gli diede il nome dioptasio, che deriva dal greco διά (attraverso) e οράω, όψομαι (vedo). Ha diversi altri nomi, fra cui il più frequente è "achirite".

## Abito cristallino
Criptocristallino, cristalli grossolani, massivo, prismatico tozzo, micro-criptocristalline, come incrostazioni, o sotto forma di aghetti. I cristalli spesso presentano delle striature.

## Origine e giacitura
Zone di ossidazione di giacimenti di rame talvolta insieme a crisocolla.
Cristalli estratti dai giacimenti di Altyn-Tubé (Kazakistan Centrale) alla fine del XVIII secolo furono scambiati per smeraldi.
Da segnalare anche le cristallizzazioni provenienti da Tsumeb, in Namibia.

## Forma in cui si presenta in natura
Il minerale è di colore verde intenso con una sfumatura a volte bluastra. Il colore, in alcuni cristalli, può essere così marcato da renderli meno trasparenti..

Sono rari i cristalli isolati. Generalmente, il dioptasio si rinviene in aggregati di cristalli anche grandi, ma possono formare anche delle croste o rivestire le pareti entro le cavità della roccia madre.

La geminazione su {1011} non è comune.

## Caratteristiche chimico-fisiche
Il minerale presenta un debole dicroismo.
Il minerale è facilmente solubile negli acidi con formazione di gel.
- Il minerale è composto dai seguenti elementi chimici[1]:
  - Rame 40.31%
  - Silicio 17.82%
  - Idrogeno 1.28%
  - Ossigeno 40.60%
- Mentre la composizione in ossidi è la seguente[1]:
- Ossido di rame 50.46 %
- Silice 38.11 %
- Acqua 11.43 %
- Indici di rifrazione[2]:
  - ne=1.697-1.709;
  - nw=1.644-1.658;
  - (birifrangenza 0.0510-0.0530)
- Peso molecolare: 157,64 grammomolecole.[1]
- Densità di elettroni: 3,24 g/cm³[1]
- Indici quantici[1]:
  - fermioni: 0,0085166942
  - bosoni = 0,9914833058
- Indici di fotoelettricità[1]:
  - PE: 18,11 barn/elettrone
  - ρ: 58,65 barn/cm³
- Indici di radioattività: GRapi = 0 (Il minerale non è radioattivo)[1]

## Uso
Utilizzato per la creazione di gioielli fantasia e molto apprezzato dai collezionisti di minerali.
Non deve mai essere trattato con apparecchi ad ultrasuoni per la sua pulizia, perché è fragile e si frantuma facilmente.

### Il taglio
Anche se il dioptasio non è adatto alla sfaccettatura viene tagliato a forma di tavola o di gradini.
Gli aggregati microcristallini vengono tagliati a cabochon.
Per la loro scarsa durezza le pietre incastonate possono perdere la politura.

## Località di ritrovamento
- In Europa: Baita (Romania);[4]
  - In Italia: è stato trovato insieme alla cianotrichite di Traversella; associato alla plancheite a Capo Calamita all'Isola d'Elba);[5]
- In Africa: Mindouli (Repubblica Popolare del Congo);[4][5] Tsumeb (Namibia); in Zambia;[4]
- In America: Copiapó (Cile); in varie miniere di rame del Perù; Atacama (Argentina);[4] in varie miniere dell'Arizona e della California (USA);[5]
- Resto del mondo: Althyn-Tube nella steppa di Kirghisi (Kazakistan).[4][5]

## Galleria d'immagini

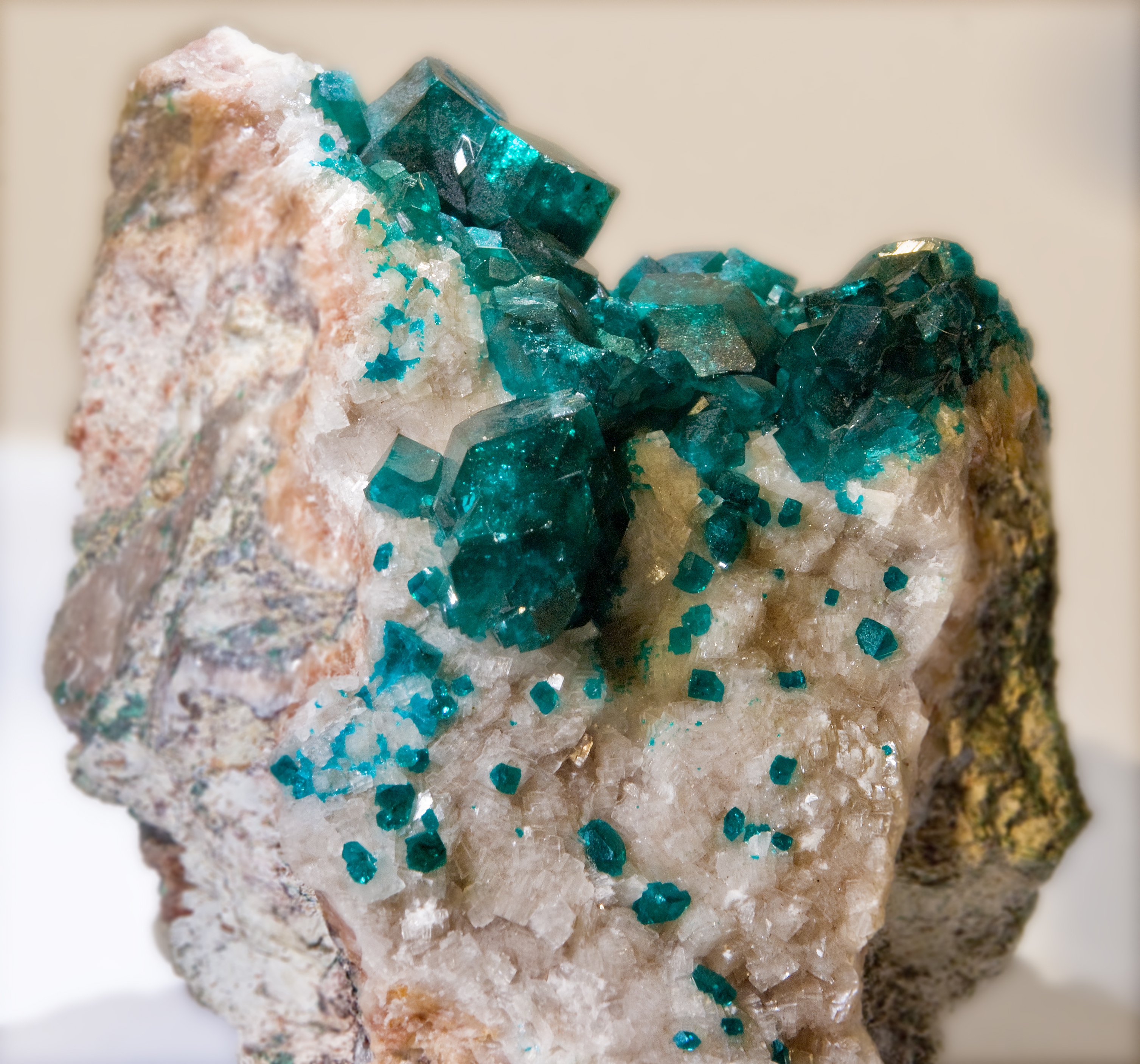
Dioptasio - Tsumeb, Namibia (10×8 cm ; XX2,2 cm)
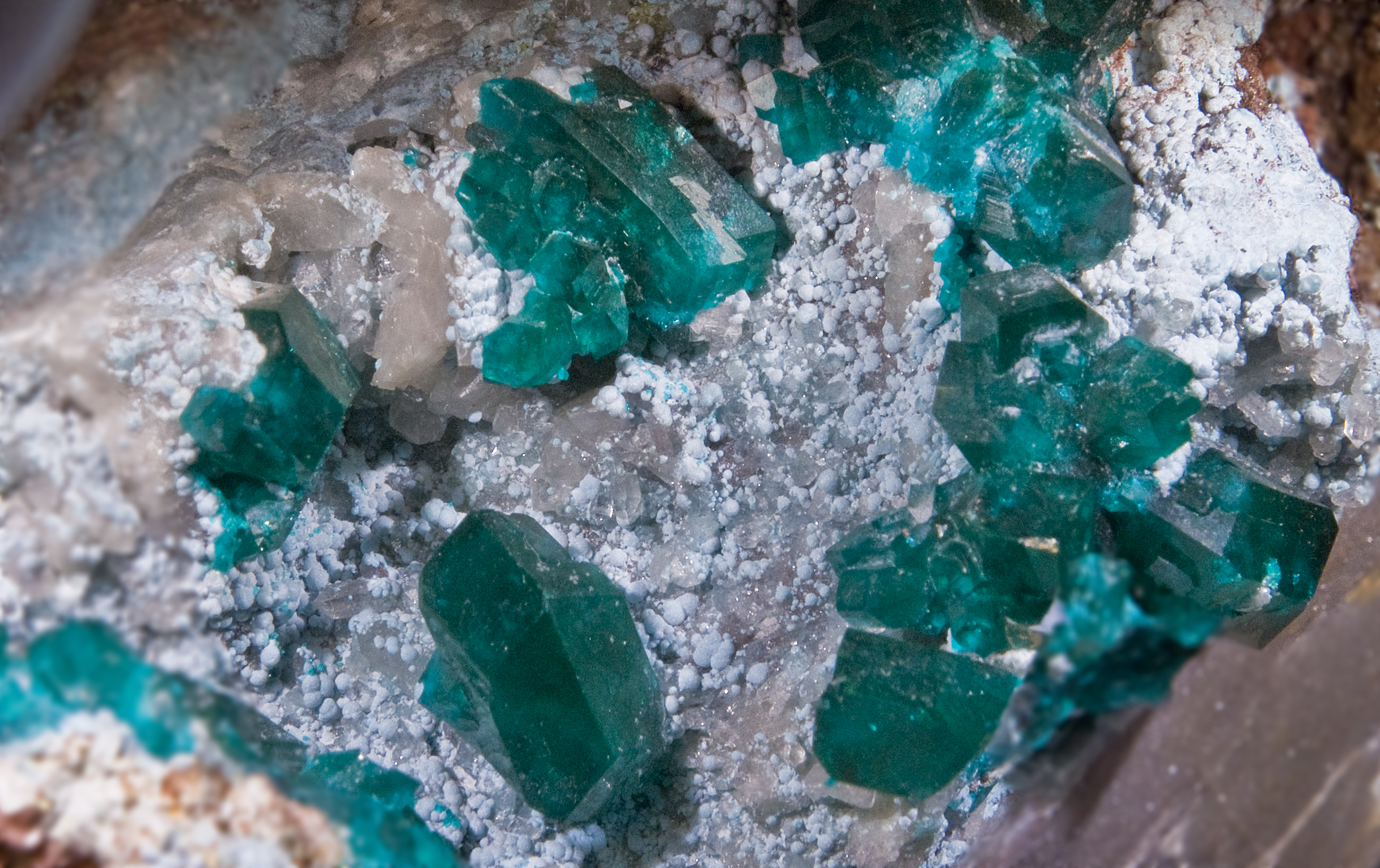
Dioptasio su crisocolla - Tsumeb, Namibia (xx1cm)
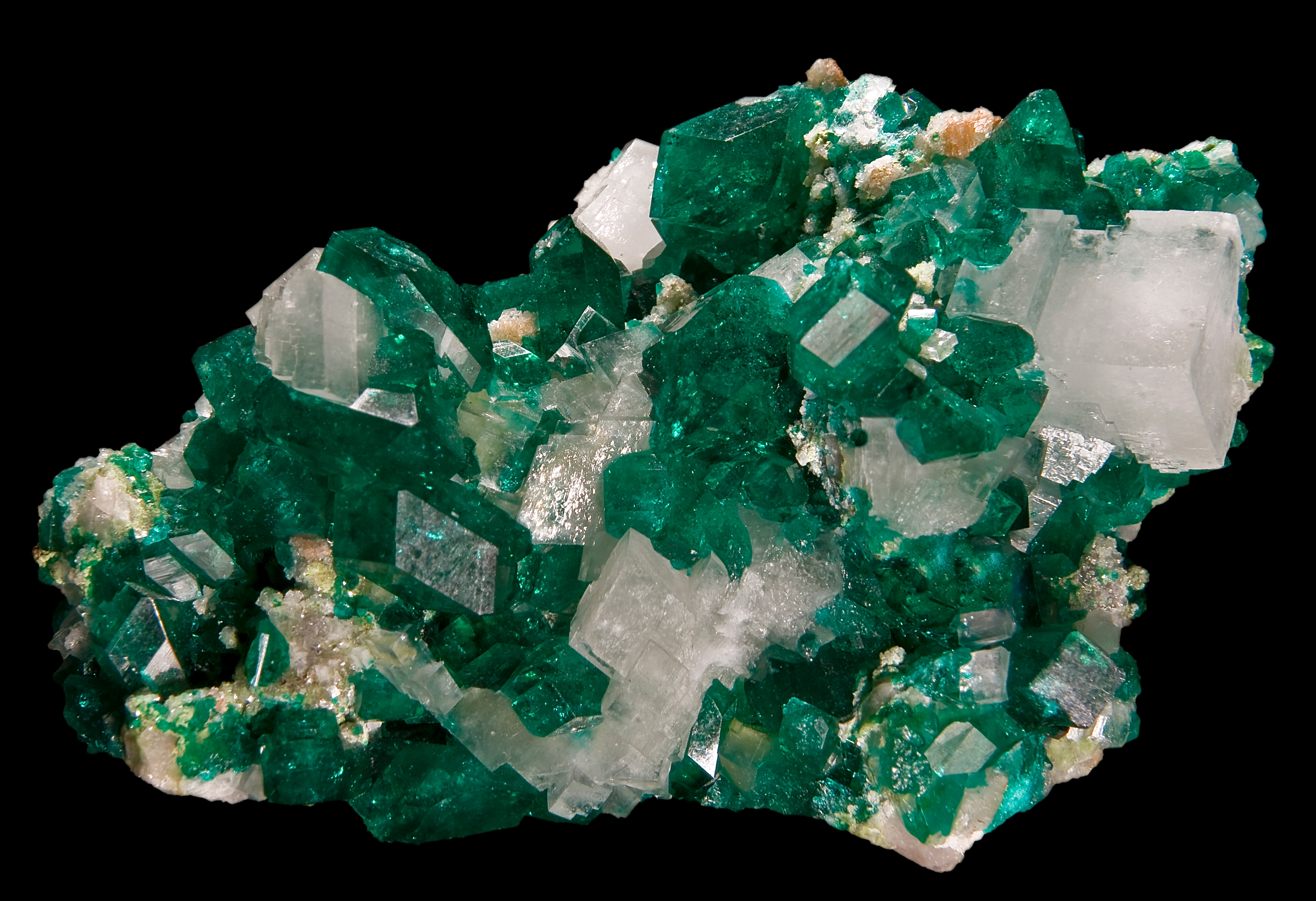
Dioptasio con calcite e minrecordite - Tsumeb, Namibia (5,5×4 cm)
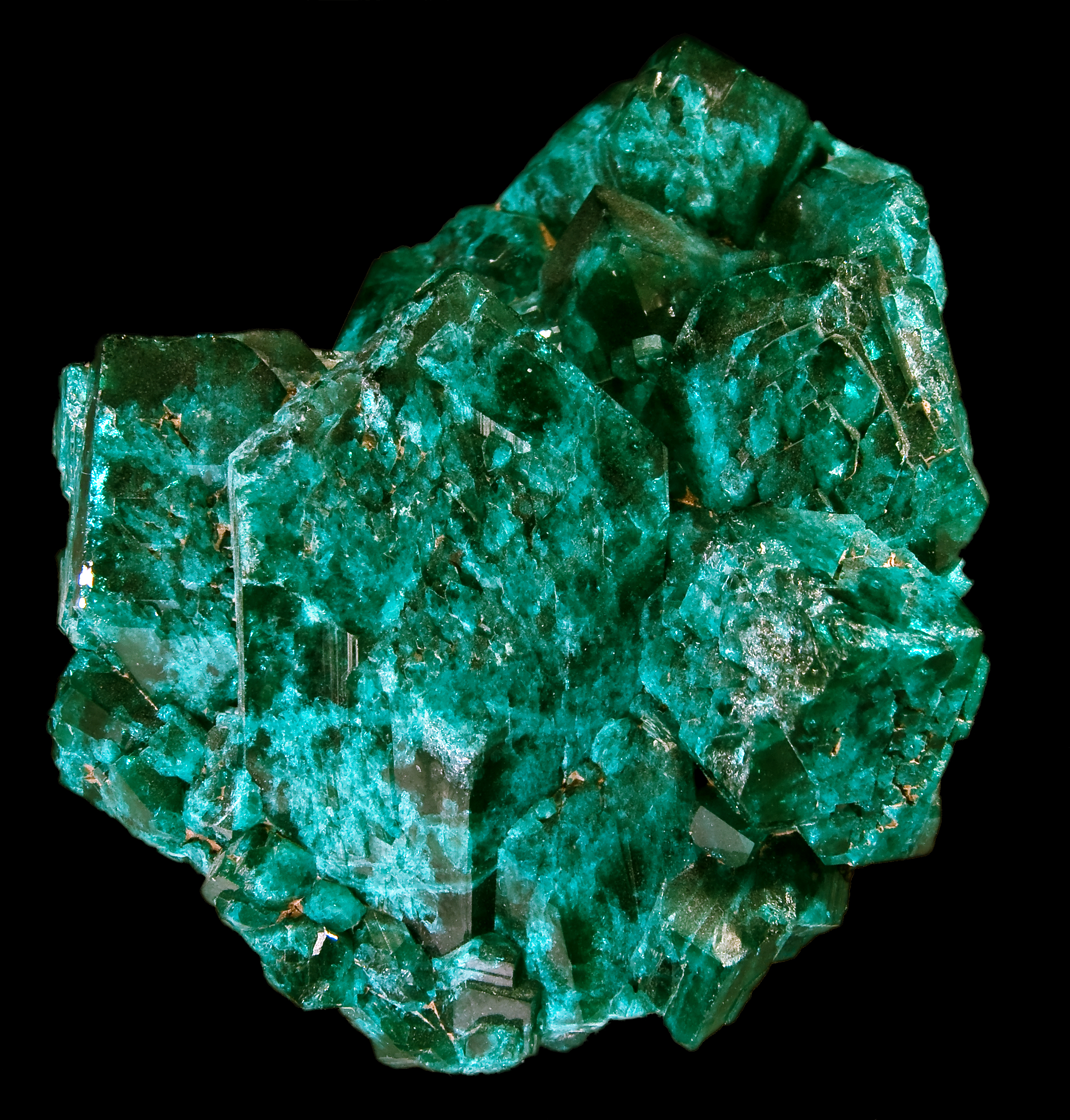
Dioptasio - Renéville, Repubblica del Congo (4,3×4,3 cm)
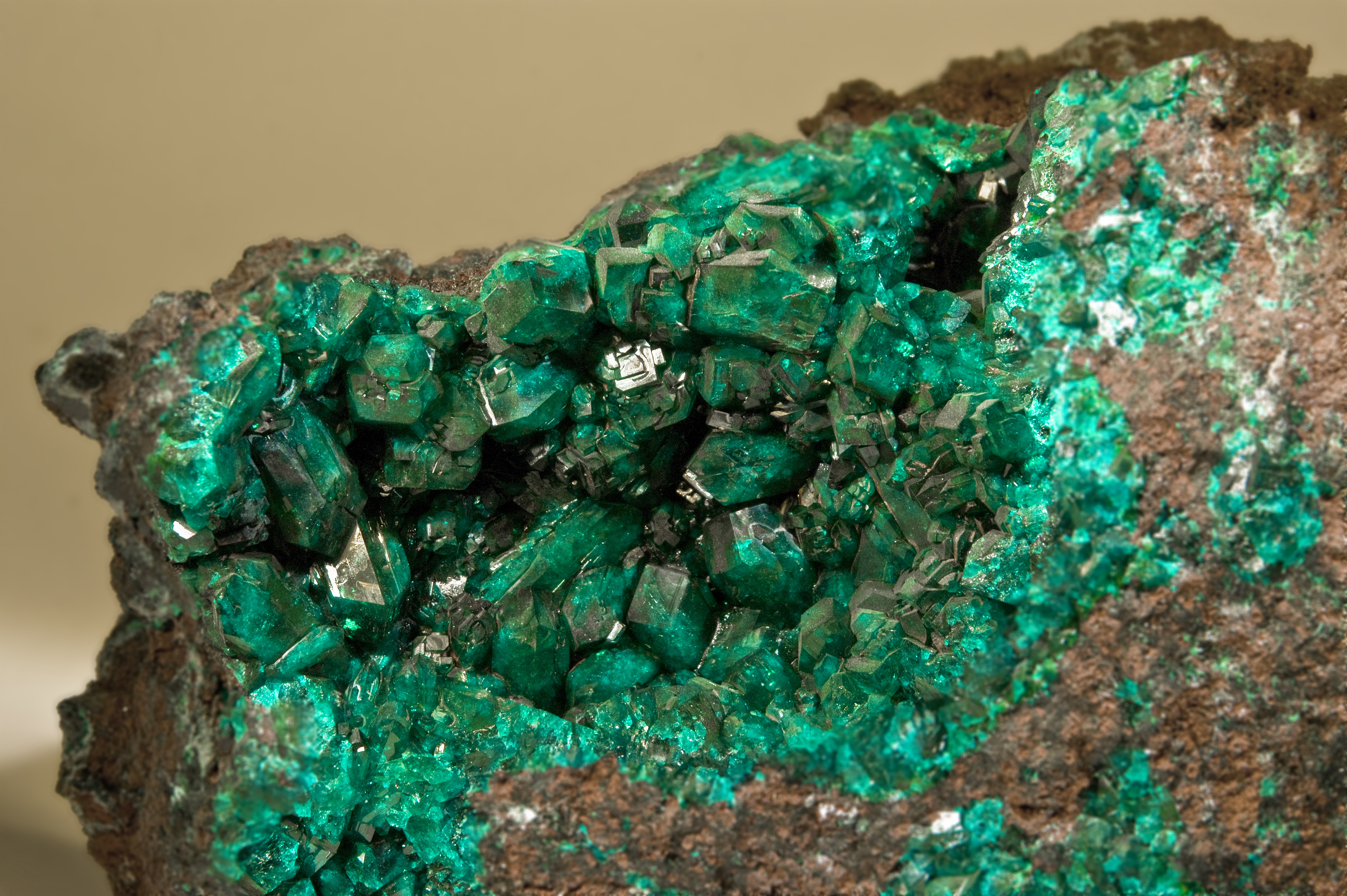
Dioptasio - Renéville, Repubblica del Congo (13×12 cm)
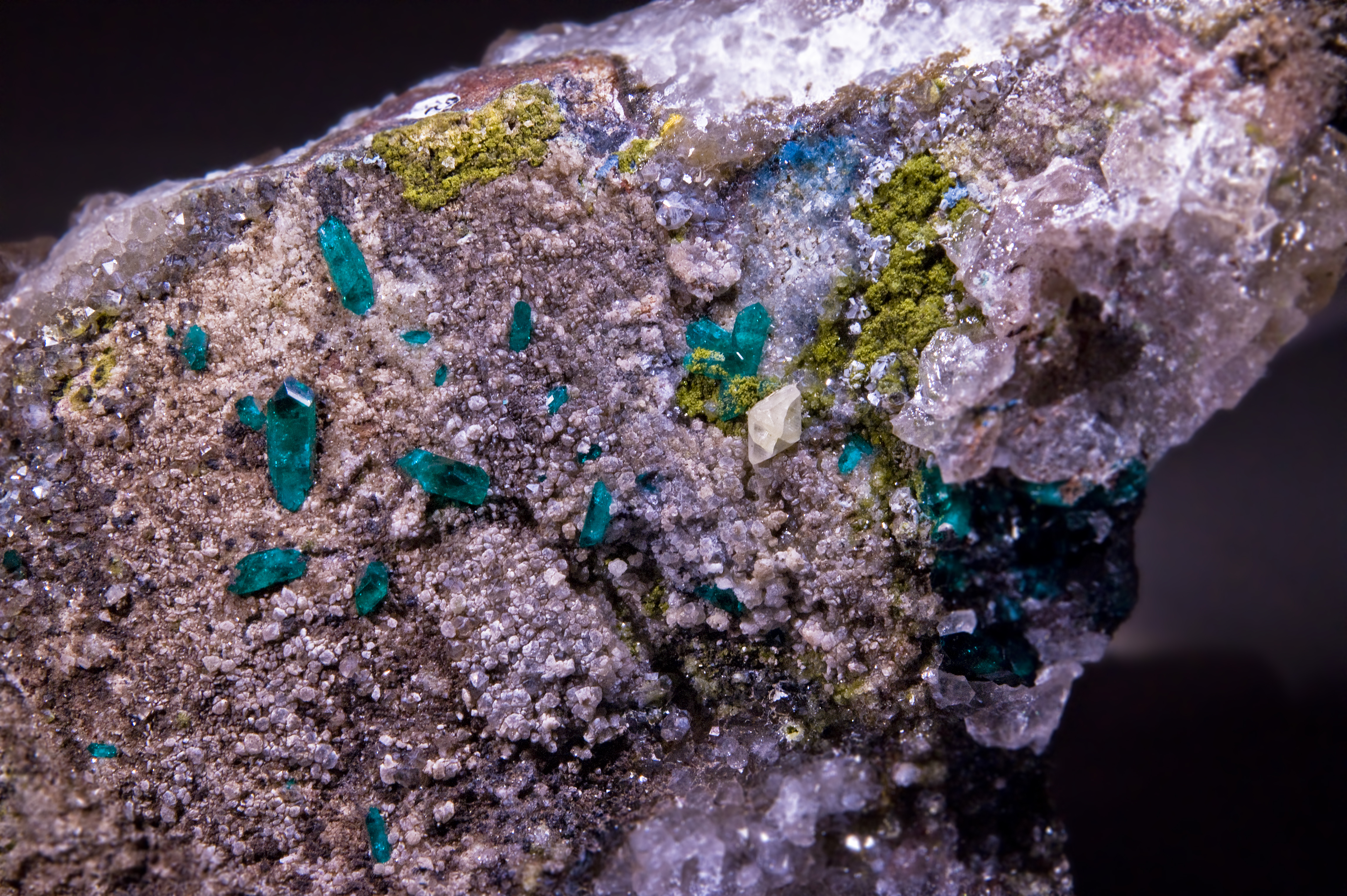
Dioptasio, Cerusite, Fornacite- Renéville, Repubblica del Congo (13×12 cm)